# Saint-Mars-sous-Ballon
Saint-Mars-sous-Ballon är en kommun i departementet Sarthe i regionen Pays de la Loire i nordvästra Frankrike. Kommunen ligger i kantonen Ballon som tillhör arrondissementet Le Mans. År 2018 hade Saint-Mars-sous-Ballon 871 invånare.

## Befolkningsutveckling
Antalet invånare i kommunen Saint-Mars-sous-Ballon
| Referens: INSEE |